# Oleg Aťkov
Oleg Jurjevič Aťkov, rusky Олег Юрьевич Атьков (* 9. května 1949, Chvorosjanka, Kujbyševská oblast, SSSR, nyní Rusko), je sovětský lékař, bývalý kosmonaut ze Saljutu 7. Je nositelem vyznamenání Hrdina Sovětského svazu (2. října 1984).

## Život

### Mládí a výcvik
Během základní školy jej zajímala radiotechnika, později se rozhodl stát se lékařem a proto se přihlásil na Krymskou lékařskou fakultu v Simferopolu. Studium zde začal roku 1967, ale později se s rodiči stěhoval (otec byl v armádě). Ve studiu pokračoval v Kyjevě a dokončil jej roku 1973 v Moskvě (Moskovskij medicinskij inst. im. Sečenova). Ještě před příchodem do týmu kosmonautů byl autorem pěti vynálezů a třiceti vědeckých prací. Stal se sekretářem Všesvazové vědecké společnosti kardiologů. Byl lékařem v komisi, která vyšetřovala kosmonauty před a po letech. Vyšetřoval také československého kosmonauta Vladimíra Remka. Zasedal ve výběrové komisi, podílel se na vývoji přístrojů pro kosmické experimenty. Za svůj echokardiograf byl vyznamenán cenou Komsomolu. Protože chtěl vyšetřovat kosmonauty během letů, přihlásil se roku 1977 do týmu a jako druhý lékař v historii letů (po Borisu Jegorovi) do kosmu po 7 letech odletěl. Stal se tak 137. kosmonautem Země.

### Let do vesmíru
Letěl na palubě Sojuzu T-10 v únoru 1984 společně s Leonidem Kizimem a Vladimírem Solovjovem. Po 24 hodinách od startu z Bajkonuru se připojili k orbitální stanici Saljut 7. MUDr Oleg Jurjevič Aťkov CSc. zde zůstal jako člen 3. základní posádky plných 235 dní (plus den letu), vyšetřoval jako lékař celou řadu kosmonautů z lodí, které se u stanice vystřídaly a zapojil se i do dalších experimentů na stanici. Společně pak celá základní posádka odletěla v Sojuzu T-11 k Zemi.
- Sojuz T-10 , Saljut 7, Sojuz T-11 (8. února 1984 – 2. října 1984)

### Po letech
- V roce 1985 se vrátil do Moskvy k lékařské výzkumné práci (Vesojuznyj kardiologičeskij naučnyj centr AMN SSSR).
- V roce 2005 byl v čele ruské delegace jakožto šéf zdravotnického odboru ruských železnic, která navštívila lázeňské Teplice v severních Čechách, aby zde posoudil možné uzavření dohody o spolupráci při léčení ruských pacientů.